# MT-LB
MT-LB (rusky Многоцелевой Тягач Легкий Бронированный, Mnogocelevoj ťagač legkij bronirovannyj) je sovětský víceúčelový obojživelný obrněný transportér, v Česku zvaný též "matla". Vyvinut byl v 60. letech 20. století a měl se stát náhradou za zastaralé obrněné pásové dělostřelecké tahače. Sériově se stroj začal vyrábět kolem roku 1970 a postupem času doznal mnoha variant, jejichž užití je odlišné od původního záměru. Vozidlo je obojživelné, je v něm zabudováno zařízení na ochranu posádky před zbraněmi hromadného ničení. Výzbroj tvoří kulomet ráže 7,62 mm.
Obrněný transportér byl v mnoha verzích ve výzbroji Československé lidové armády.

## Vývoj
V polovině 60. letbse vedení sovětských ozbrojených sil rozhodlo nahradit zastaralé dělostřelecké tahače AT-P. Aby se ušetřily peníze, padlo rozhodnutí nevyvíjet nové vozidlo od nuly, ale přizpůsobit stroj, který se už sériově vyrábí, pro potřeby armády. Pro roli armádního terénního vozidla se nejlépe hodil transportér MT-L. Bylo třeba jen vyrobit pro něj pancéřový trup, přičemž většina mechanismů a komponentů zůstala stejná.
Vývojem MT-LB byla pověřena konstrukční kancelář traktorového závodu v Charkově. Vývojové práce začaly v roce 1964 a o dva roky později se už vozidlo dostalo do sériové výroby.

## Konstrukce
Vnitřní prostor se skládá z prostoru pro posádku (velitel a řidič) v přední části korby a prostoru pro jedenáctičlenný výsadek v zadní části. Napravo od řidiče se nachází malá věžička s plochou střechou. Věžička je vybavena jedním kulometem PKT ráže 7,62 mm a je ovládána velitelem. Náměr kulometu se pohybuje v rozsahu od −5° do +30° a odměr je 360°. V zadní části korby jsou dvoudílné dveře. Vozidlo je lehce pancéřováno – tloušťka pancéřování se pohybuje mezi 7–14 mm, což poskytuje základní ochranu proti pěchotním zbraním.
Pohybové ústrojí je na každé straně tvořeno šesti pojezdovými koly (hnacím kolem vpředu a napínacím vzadu). Vodou chlazený osmiválcový motor JaMZ-238 o výkonu 179 kW (240 k) umožňuje vozidlu dosáhnout na silnicích maximální rychlosti 61 km/h a v terénu maximální rychlosti 30 km/h. Vozidlo MT-LB je plně obojživelné, přičemž ve vodě se dokáže pohybovat rychlostí až 6 km/h. MT-LB může za sebou také táhnout přívěs nebo zbraň do hmotnosti 6 500 kg, případně vést náklad do hmotnosti 2 000 kg.
Vozidlo je vybaveno vyhledávacím světlometem OU-3GK a infračerveným nočním pozorovacím přístrojem řidiče TVN-2 s dosahem 40 m. To mu umožňuje v omezené míře vykonávat činnost i v nočních podmínkách.

## Varianty
- MT-LB - standardní verze
- MT-LB-V - varianta pro drsné podmínky s širšími pásy a speciálním vybavením pro provoz ve velmi chladném prostředí
- MT-LBU - velitelské vozidlo
- TT-LB s radiolokátorem SNAR-10 (Big Fred) určeným ke zjišťování palebných postavení dělostřelectva a minometů
- MTP-LB - opravárenské vozidlo
- MT-LB - obrněná ambulance
- MT-LB - ženijní vozidlo
- Samohybný protiletadlový komplet 9K35 Strela-10 (SA-13 Gopher)
- Stíhač tanků 9P149 Šturm-S - verze vyzbrojená odpalovacím zařízením pro PTŘS 9M114
- RChM - vozidlo chemického průzkumu
- Samohybný minomet Tundža - verze s 82 nebo 120 mm minometem i
- 2S1 Gvozdika - samohybná houfnice ráže 122 mm
- MT-LB s věží WAT - verze s věží z obrněného transportéru SKOT-2AP používaná v Polsku
- MT-LB s protitankovým kanónem MT-12 Rapira používaný ukrajinskou armádou od roku 2022 jako stíhač ruských tanků

## Uživatelé
SSSR, Arménie, Ázerbájdžán, Bangladéš, Bělorusko, Bulharsko, Československo, Česká republika, Finsko, Irák, Jugoslávie, Kazachstán, Litva, Maďarsko, Moldávie, Niger, NDR, Polsko, Rusko, Slovensko, Srbsko, Švédsko, Ukrajina.